# Krasimir Roesev

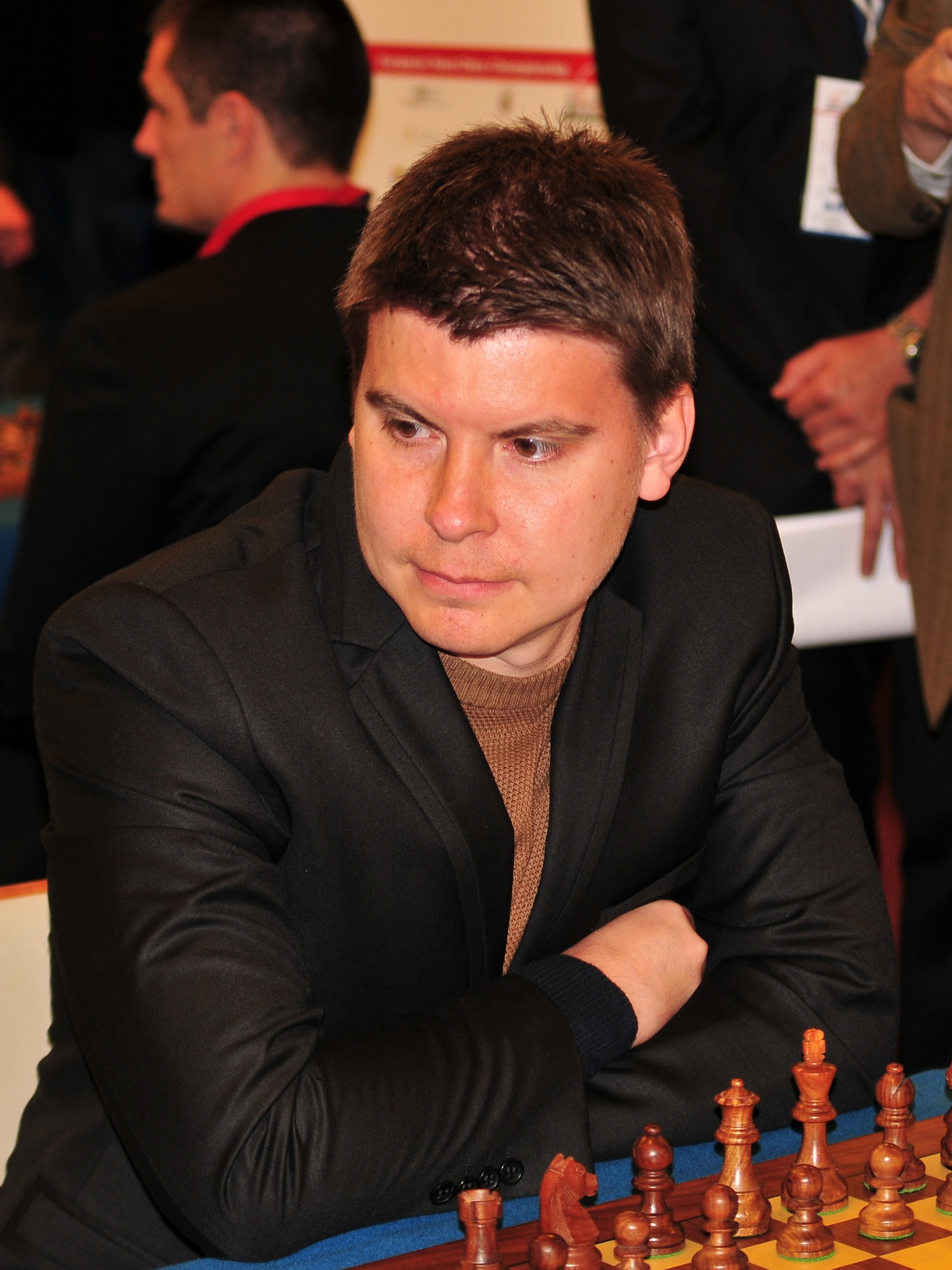
Krasimir Roesev (2007)

Krasimir Roesev (Bulgaars: Красимир Русев) (Dimitrovgrad, oblast Chaskovo; 16 oktober 1983) is een Bulgaarse schaker met een FIDE-rating van 2455 in 2006 en rating 2541 in 2017. Sinds 2009 is hij een grootmeester (GM).
Van 23 mei t/m 3 juni 2005 speelde hij mee in het toernooi om het 69e kampioenschap van Bulgarije en eindigde met 7.5 pt. uit 13 ronden op de vijfde plaats. Het toernooi werd met 9.5 pt. gewonnen door Ivan Tsjeparinov.
In 2003, 2005 en 2013 nam hij met Bulgaarse team deel aan het Europees schaakkampioenschap voor landenteams.
In 2013 won hij het International Chess Festival in Kilkenny.
In 2015 won hij het Visma grootmeestertoernooi in Växjö (Zweden) met 6.5 pt. uit 9 partijen.

## Externe koppelingen
- (en)   Informatie over schaakpartijen van Krasimir Roesev op ChessGames.com
- (en)   Informatie over schaakpartijen van Krasimir Roesev op 365chess.com
- (en)  FIDE-ratinggegevens voor Krasimir Roesev